# Рыбников, Александр Александрович
Александр Александрович Рыбников (1877, Ряжск — 16 сентября 1938, по материалам НКВД) — советский экономист и экономико-географ, автор работ по сельскохозяйственному производству и теории экономической географии. Занимался проблемами ремесленной и кустарной промышленности, промысловой кооперации, вопросами экономики и организации сельских хозяйств, изучал процесс перестройки натурального хозяйства в товарное, влияние рынка на организацию производства, труда, специализацию крестьянских хозяйств, развитие кооперации.

## Биография
Родился 26 декабря 1877 года в городе Ряжске Рязанской губернии. В 1912 году написал работу, посвященную льняной промышленности, затем совместно с А. В. Чаяновым и другими организовал Всероссийское товарищество льноводов, посвятил льноводству серию статистико-экономических работ.
В период Временного правительства был членом Совета Главного земельного комитета, принимал участие в выработке проекта аграрной реформы.
С 1917 года — профессор, первое время преподавал в Саратовском университете, работал также в Лиге аграрных реформ, был профессором ТСХА, состоял в Особом экономическом совещании Наркомзема, работал в НИИСХЭиП, принимал участие в работе сельскохозяйственной секции Госплана.
Во время 1-го и 2-го Всероссийских съездов кустарной промкооперации выступил с резкой критикой проводимой большевиками политики, требовал устранить их от управления промкооперацией, поскольку они наносят ей непоправимый вред. В 1921 году с трибуны съезда совместно с кооператором Куховаренко впервые предал гласности информацию о голоде в Поволжье.
Был арестован в 1922 году и включен в список высылаемых из страны «антисоветских элементов», высылка была отменена по ходатайству Наркомзема.
В дальнейшем преподавал во Втором МГУ и МГУ на кафедрах экономической географии вместе с Н. Н. Баранским и С. В. Бернштейн-Коганом, занимался теорией экономической географии, был сторонником номатетического подхода (поиска количественных законов и закономерностей). В рамках данного подхода давал определение экономической географии: «Экономической географией мы называем такую отрасль общественно-экономических наук, которая изучает размещение хозяйственных явлений в пространстве, связанном общественным разделением труда».
В 1930 году вместе с Александром Чаяновым был арестован по делу т. н. «Трудовой крестьянской партии», однако в связи с обострившимся в результате следствия психическим заболеванием вскоре освобожден. Преподавал в МГУ и МПИ им. В. И. Ленина, работал во Всесоюзном НИИ льна (г. Торжок) и в Институте экономики Московской области.
В декабре 1937 года вновь арестован на основании якобы им же написанного доноса, в сентябре следующего года осужден за «терроризм против руководства ВКП(б)» и расстрелян. Реабилитирован в 1963 году.

## Основные работы
- Кустарная промышленность и сбыт кустарных изделий (1913).
- Мелкая промышленность и ее роль в восстановлении русского народного хозяйства (1922).
- Очерки развития крестьянского промышленного льноводства нечернозёмной полосы России (1912)
- Основные вопросы экономической географии (1930)